# Mahan (Korea)
Mahan (kor. 마한) war einer der drei Han-„Staatenbünde“ im mittleren und südlichen Teil der Koreanischen Halbinsel, die zusammen als Samhan („Drei Han“) in der Schrift Sanguozhi des Historikers Chen Shou (233–297) Erwähnung fanden. Neben Mahan waren dies Jinhan (Chinhan) (친한) und Byeonhan (Pyŏnhan) (변한).

## Geographie
Mahan umfasste demnach das Gebiet des westlichen Teils des heutigen Südkoreas, südlich des Han-Flusses. Die Konföderation bestand aus 54 Stammeseinheiten, die in ihrer Größe bis zu 10.000 Haushalten variierten und Mahan insgesamt über 100.000 Haushalte verfügt haben soll. Basiert auf der Annahme, das in der Bronzezeit ein Haushalt durchschnittlich fünf Mitglieder hatte, kann man hochgerechnet von mehr als 500.000 Einwohnern ausgehen, die Mahan zur Zeit seiner größten Ausdehnung hatte.

## Geschichte
Die Einwohner galten als Eingeborene, die unterschiedlich als Han, Ye oder Maek bezeichnet (in anderen Quellen auch als Han-Ye-Maek), zwischen 2000 v. Chr. und dem 1. Jahrhundert v. Chr. von Westen kommend über China auf die Koreanische Halbinsel eingewandert waren.
Das Land was sie vorfanden, war in weiten Teilen fruchtbar. So entwickelte sich unter ihnen eine lange Tradition des Getreideanbaus. Aus einer chinesischen Schrift aus dem 5. Jahrhundert n. Chr. geht hervor, dass in Mahan neben Reis fünf weitere Feldfrüchte angebaut worden sind. Von den 22 verschiedenen Holzarten, die es zu jener Zeit gab, nutzten die Bewohner bevorzugt Kiefer, Kastanie und Eiche für ihre Bauten, wobei sich später die Kastanie als bevorzugtes Baumaterial durchsetzte.
In der chinesischen Literatur wurden die politischen Einheiten Mahans als guo (chinesisch 國 / 国) bezeichnet. In der Interpretation der Bezeichnung guo sind sich Historiker und Archäologen aber nicht einig. Gehen einige von Kleinstaaten aus, aus denen sich Mahan zusammensetzte, sehen andere Beweise dafür, dass es sich um einzelne Dörfer, Zusammenschlüsse von Dörfern aufgrund von Blutsverwandtschaften oder um Klan-Gesellschaften gehandelt haben kann. Letzteres gilt als wahrscheinlich.
Im Samguk Sagi, einer koreanischen Schrift aus dem 12. Jahrhundert, soll das Königreich Baekje im Jahr 18 v. Chr. gegründet worden sein und sich aus einem nördlichen Teil von Mahan gebildet haben. Dies würde voraussetzen, dass Mahan im 1. Jahrhundert v. Chr. schon existiert hat. Über dessen Niedergang, gibt es allerdings unterschiedliche Annahmen. Gehen einige Interpretationen davon aus, dass das Königreich Baekje Mahan 369 n. Chr. vereinnahmt und den Stammesverbund damit zerstört hatte, was im Übrigen durch die japanische Chronik Nihon Shoki aus dem 8. Jahrhundert unterstützt wird, gehen eine Gruppe von Archäologen anhand ihrer Ausgrabungsdaten davon aus, dass Teile von Mahan in der Gegend um den Fluss Yeongsan noch bis in das 6. Jahrhundert hinein existiert haben muss.